# بوکووینا تاتژانگسکا
بوکووینا تاتژانگسکا (به لهستانی:  Bukowina Tatrzańska) یک روستا در لهستان است که در گمینا بوکووینا تاتژانگسکا واقع شده‌است. بوکووینا تاتژانگسکا ۲٬۷۰۰ نفر جمعیت دارد.